# Phoroncidia aculeata
Phoroncidia aculeata là một loài nhện trong họ Theridiidae.
Loài này thuộc chi Phoroncidia. Phoroncidia aculeata được miêu tả năm 1835 bởi Westwood.